# Saillagouse
Saillagouse (Sallagosa) to miejscowość i gmina we Francji, w regionie Oksytania, w departamencie Pireneje Wschodnie.
Według danych na rok 1990 gminę zamieszkiwało 825 osób, a gęstość zaludnienia wynosiła 73 osoby/km² (wśród 1545 gmin Langwedocji-Roussillon Saillagouse plasuje się na 393. miejscu pod względem liczby ludności, natomiast pod względem powierzchni na miejscu 685.).